# Dachetola
Genre
Dachetola est un genre d'insectes lépidoptères de la famille des Riodinidae.

## Dénomination
Le nom Chalodeta leur a été donné par Jason Piers Wilton Hall en 2001.
Ils résident en Amérique du Sud.

## Liste des espèces
- Dachetola azora (Godart, [1824]); présent en Argentine, au Paraguay et au Brésil
- Dachetola caligata (Stichel, 1911); présent à Panama et en Colombie
- Dachetola pione (Bates, 1868); présent en Guyana, en Guyane et au Brésil.
- Dachetola virido (Lathy, 1958); en Bolivie

### Source
- Dachetola sur funet